# 宅地開発公団
宅地開発公団（たくちかいはつこうだん）は、日本の現存しない特殊法人。宅地開発公団法により1975年9月1日設立され、大都市の周辺の地域において住宅用の宅地の供給をおこなってきたが、1981年10月1日住宅・都市整備公団法により解散。業務は住宅・都市整備公団に承継された後、1999年10月に都市基盤整備公団を経て、2004年7月より都市再生機構へ移管された。

## 概要

### 業務
住宅の用に供する宅地ならびに関連施設の造成、賃貸その他の管理及び譲渡のほか、土地区画整理事業、新住宅市街地開発事業などの施行もおこなった。
また、旧地方鉄道法による地方鉄道業を行うことも業務の範囲とされており、千葉ニュータウン線の事業主体として建設をおこなっていた（後身の住都公団により開業）。さらに、建設大臣の認可を受けて、宅地に関連する一定の業務を行う事業に投資をすることができ、実際に北総開発鉄道に資本参加していた。

### 財務及び会計
公団は事業年度毎に建設大臣から、予算等の認可、財務諸表の承認をうけた。一方、資金の借入のほか、宅地開発債券ならびに宅地債券の発行をおこない、政府の債務保証が認められた。